# 川村花菱
川村 花菱（かわむら かりょう、1884年2月21日 - 1954年9月1日）は、日本の劇作家、演出家、脚本家である。本名：川村 久輔（かわむら きゅうすけ）。

## 人物・来歴
1884年（明治17年）2月21日、東京府東京市牛込区（現在の東京都新宿区牛込）に「川村久輔」としてうまれる。父は旧幕臣・官僚の川村正平（恵十郎）。
旧制・早稲田大学英文科を卒業する。満24歳となった1908年（明治41年）11月11日、東京・牛込に藤沢浅二郎が自費で開校した東京俳優養成所の教師となる。
1912年（明治45年）、有楽座で土曜劇場を設立する。続いて新日本劇を設立する。1923年（大正12年）、日活向島撮影所の脚本部に入社している。同年9月の関東大震災以降、向島撮影所の京都移転に伴い、京都撮影所の第二部（現代劇部）に異動している。
1932年（昭和7年）からは松竹蒲田撮影所で、尾崎紅葉の『金色夜叉』、徳富蘆花の『不如帰』、菊池幽芳の『乳姉妹』といった通俗小説の脚本化に携わった。
その後は、芸術座の脚本部員・興行主事として活動した。代表作とされる戯曲『母三人』は、1930年（昭和5年）以来、4度映画化された。
1954年（昭和29年）9月1日、死去した。満70歳没。没後の1967年（昭和42年）、駅前シリーズの佐伯幸三監督作『喜劇 駅前満貫』に原案が起用されている。現在著作権の保護期間は満了し、作品のすべてがパブリックドメインである。墓所は多磨霊園(3-1-8)。

## おもなフィルモグラフィ
サイレント初期はクレジットが存在せず、不明な作品がある。特筆以外はすべて原作。
1923年
- 『小さき救ひ』 : 監督細山喜代松、脚本不明、国活巣鴨撮影所
- 『神への道』 : 監督細山喜代松、日活向島撮影所 - 脚本・原作
- 『嵐する前』 : 監督細山喜代松、日活向島撮影所 - 脚本・原作

1924年
- 『島の哀れ』 : 監督細山喜代松、日活京都撮影所第二部 - 脚本・原作

1930年
- 『母三人』 : 監督阿部豊、脚本木村千疋男、日活太秦撮影所

1932年
- 『金色夜叉』 : 監督野村芳亭、原作尾崎紅葉、共同脚本松崎博臣、松竹蒲田撮影所 - 脚本
- 『不如帰』 : 監督木村恵吾、原作徳富蘆花、潤色八尋不二、新興キネマ - 脚本
- 『乳姉妹』 : 監督野村芳亭、原作菊池幽芳、共同脚本久米芳太郎、松竹蒲田撮影所 - 脚本

1933年
- 『琵琶歌』 : 監督・脚本野村芳亭、原作大倉桃郎、松竹蒲田撮影所 - 新釈
- 『後の生さぬ仲』 : 監督寿々喜多呂九平、脚本山内英三、新興キネマ
- 『女夫浪』 : 監督曾根純三、原作田口掬汀、脚本上島量、新興キネマ - 潤色
- 『母三人 前篇』 : 監督曾根純三、脚本八尋不二、新興キネマ
- 『母三人 後篇』 : 監督曾根純三、脚本八尋不二、新興キネマ
- 『上州土産百両首』 : 監督井上金太郎、脚本木村富士夫、松竹下加茂撮影所

1934年
- 『子を持つ処女』 : 監督上野真嗣、脚本小諸遊、新興キネマ

1935年
- 『唐人お吉』 : 監督冬島泰三、脚本川口松太郎、新興キネマ東京撮影所

1936年
- 『三つの愛』 : 監督曽根千晴、脚本陶山密、新興キネマ東京撮影所

1937年
- 『初島田』 : 監督伊奈精一、脚本如月敏、新興キネマ東京撮影所

1940年
- 『遙かなる弟』 : 監督矢倉茂雄、脚本矢倉茂雄・岸松雄、東宝映画京都撮影所
- 『女の街』 : 監督今井正、脚本岸松雄・山崎謙太、東宝映画京都撮影所
- 『妻の友情』 : 監督伊賀山正徳、脚本笠原良三、日活多摩川撮影所

1949年
- 『母三人』 : 監督小石栄一、脚本館岡謙之助、大映東京撮影所

1958年・没後
- 『母三人』 : 監督久松静児、脚本井手俊郎、東京映画

1967年・没後
- 『喜劇 駅前満貫』 : 監督佐伯幸三、脚本藤本義一、東京映画 - 原案

## ビブリオグラフィ
国立国会図書館蔵書。
- 『川村花菱脚本集 第1巻』、金星堂、1923年
- 『大正むさしあぶみ 大震災印象記』、挿画山村耕花、報知新聞社出版部、1924年
- 『国定忠次』、文興院、1924年
  - 『端唄の家』『誓願の日』『老』『残んの雪』『医者の家』『国定忠次』を収録[7]。
- 『日本戯曲全集 現代篇 第7輯』、春陽堂、1929年
- 『上演用脚本集』、清水書房、1943年
  - 『兵隊の宿』を収録[8]。
- 『母三人』、北光書房、1949年
- 『随筆・松井須磨子』、青蛙房、1968年 - 青蛙選書
  - 『松井須磨子』新装版、青蛙房、2006年9月
- 『国立劇場歌舞伎公演上演台本 昭和47年1月 - 昭和47年12月』、編集・出版国立劇場、1972年1月 - 同年12月
  - 高田保・川村花菱劇化による『滝の白糸』（泉鏡花原作、川口松太郎脚色・演出）を収録[9]。
- 『夢二と花菱・耕花の関東大震災ルポ』、共著竹久夢二・山村耕花、クレス出版、2003年9月

## 註
1. 1 2 3 4 5 6 7 8 9 10  川村花菱、『講談社 日本人名大辞典』、講談社、コトバンク、2010年1月4日閲覧。
2. ↑  浅田康夫「横浜市会の新選組生き残り」（日本ペンクラブ電子文藝館）
3. ↑  藤沢浅二郎、『朝日日本歴史人物事典』、執筆藤木宏幸、朝日新聞出版、コトバンク、2010年1月4日閲覧。
4. ↑  『日本映画発達史 1 活動写真時代』、田中純一郎、中公文庫、1975年11月25日 ISBN 4122002850、p.370.
5. ↑   『日本映画発達史 1 活動写真時代』、p.374.
6. ↑  OPAC NDL 検索結果、国立国会図書館、2010年1月4日閲覧。
7. ↑  国定忠次、国立国会図書館、2010年1月4日閲覧。
8. ↑  上演用脚本集、国立国会図書館、2010年1月4日閲覧。
9. ↑  国立劇場歌舞伎公演上演台本 昭和47年1月 - 昭和47年12月、国立国会図書館、2010年1月4日閲覧。